# Slim (Argélia)
Slim (em árabe: سليم) é uma cidade e comuna localizada na província de M'Sila, Argélia. Segundo o censo de 2008, a população total da cidade era de 5 348 habitantes.